# Elmis minuta
Elmis minuta là một loài bọ cánh cứng trong họ Elmidae. Loài này được Knie miêu tả khoa học năm 1975.